# 皇家荷兰草地网球协会
皇家荷兰草地网球协会（荷蘭語：Koninklijke Nederlandse Lawn Tennis Bond，简称KNLTB）是荷兰的全国网球运动管理机构。它于1899年由15个所在荷兰的网球协会在阿姆斯特丹成立，最初名为荷兰草地网球协会（Dutch Lawn Tennis Association），并在成立40周年时获得了“皇家”称号。